# Aldea de la Reina
La aldea de la Reina (en francés: hameau de la Reine) es una dependencia del Pequeño Trianón, en el Palacio de Versalles. María Antonieta encargó la construcción de la aldea en el invierno de 1782 a 1783, buscando un lugar en el que alejarse de la rigidez de la corte. Inspirada por las obras de Rousseau, María Antonieta anhelaba una vida más rústica, cercana a la naturaleza; un pequeño paraíso en el que el teatro y la fiesta le hiciesen olvidar su condición de reina. La aldea, que también funcionaba como explotación agrícola, estaba influenciada por las ideas de la Fisiocracia y de la Ilustración desde el punto de visa de los aristócratas. Richard Mique fue el arquitecto encargado de construirlo basándose en la aldea del palacio de Chantilly y en los grabados del artista Hubert Robert.
En el centro se encuentra un estanque, donde se pueden pescar carpas y lucios. A su alrededor, en la parte norte de los jardines y en el límite del Pequeño Trianón, Mique erigió doce cabañas de entramado de madera inspiradas en la arquitectura normanda y flamenca. La aldea se componía de una granja que producía leche y huevos para la reina, una torre en forma de faro, un palomar, un gabinete, un granero, un molino y una casa para el guarda. Cada edificio incluía una huerta, un vergel o un jardín de flores. La construcción más importante era la llamada «Casa de la Reina», en el centro de la aldea, al lado del puente de piedra que cruzaba el río.
La aldea fue abandonada después de la Revolución francesa y desde entonces ha sido restaurada tres veces: la primera vez durante el reinado de Napoleón, entre 1810 y 1812, cuando se asentaron las bases de la aldea actual; la segunda vez en los años 30, gracias al mecenazgo de John Rockefeller Jr.; y la tercera vez a partir de los años 90, impulsada por Pierre-André Lablaude, director de arquitectura de monumentos históricos en Francia. En 2006 se abrió al público como parte de un espacio llamado Dominios de María Antonieta.

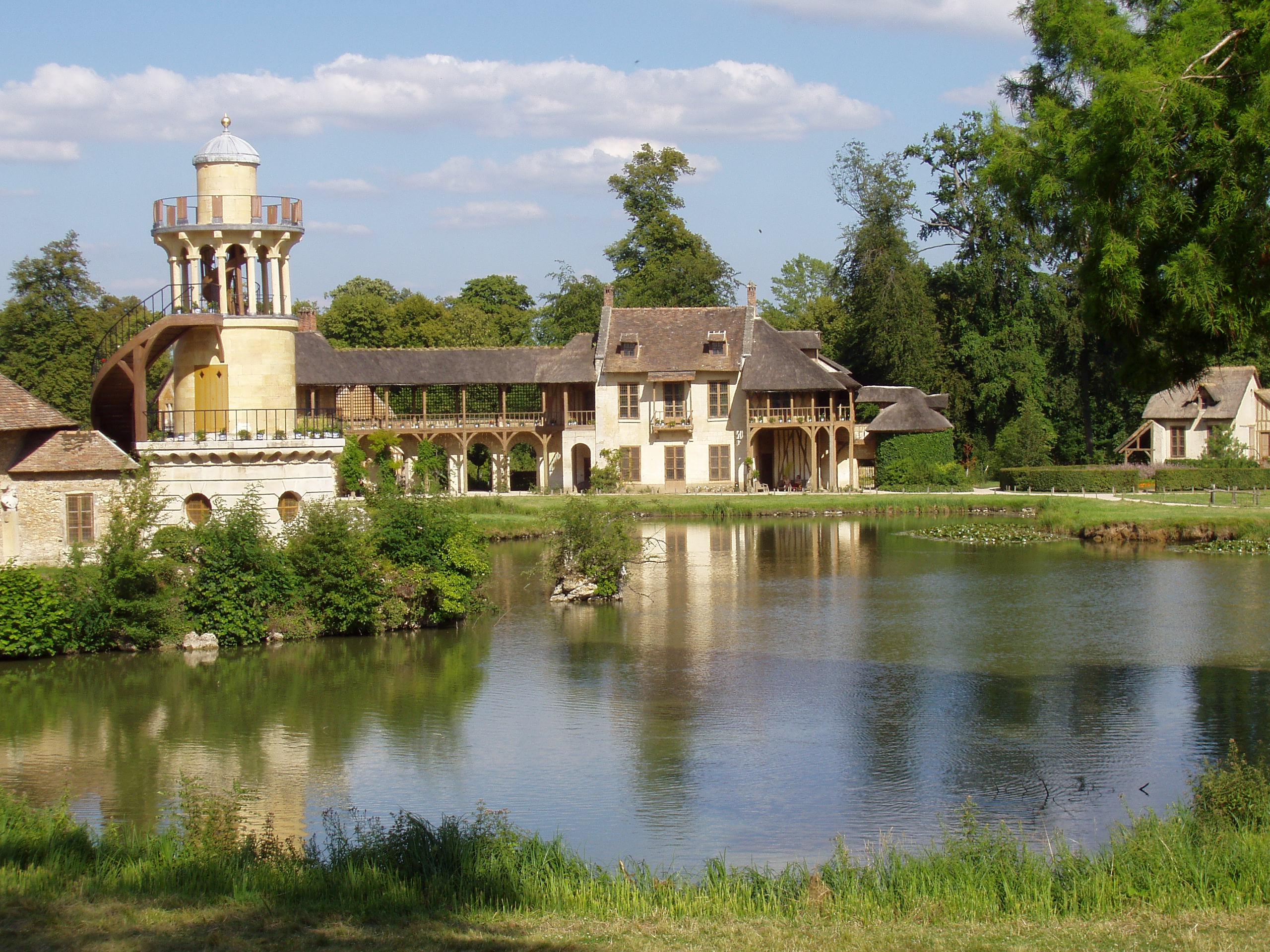
Vista de una parte de la aldea
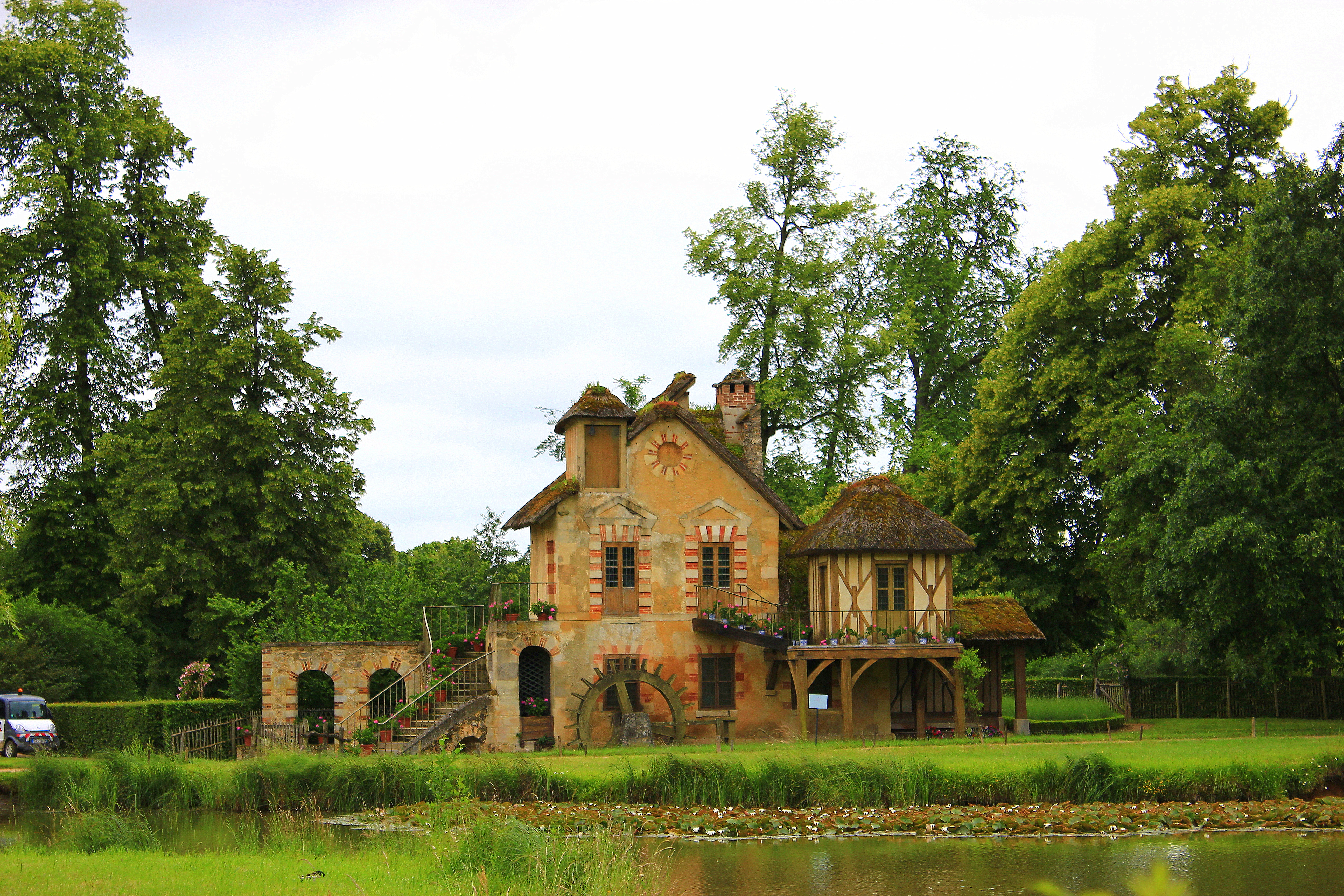
Molino en la aldea
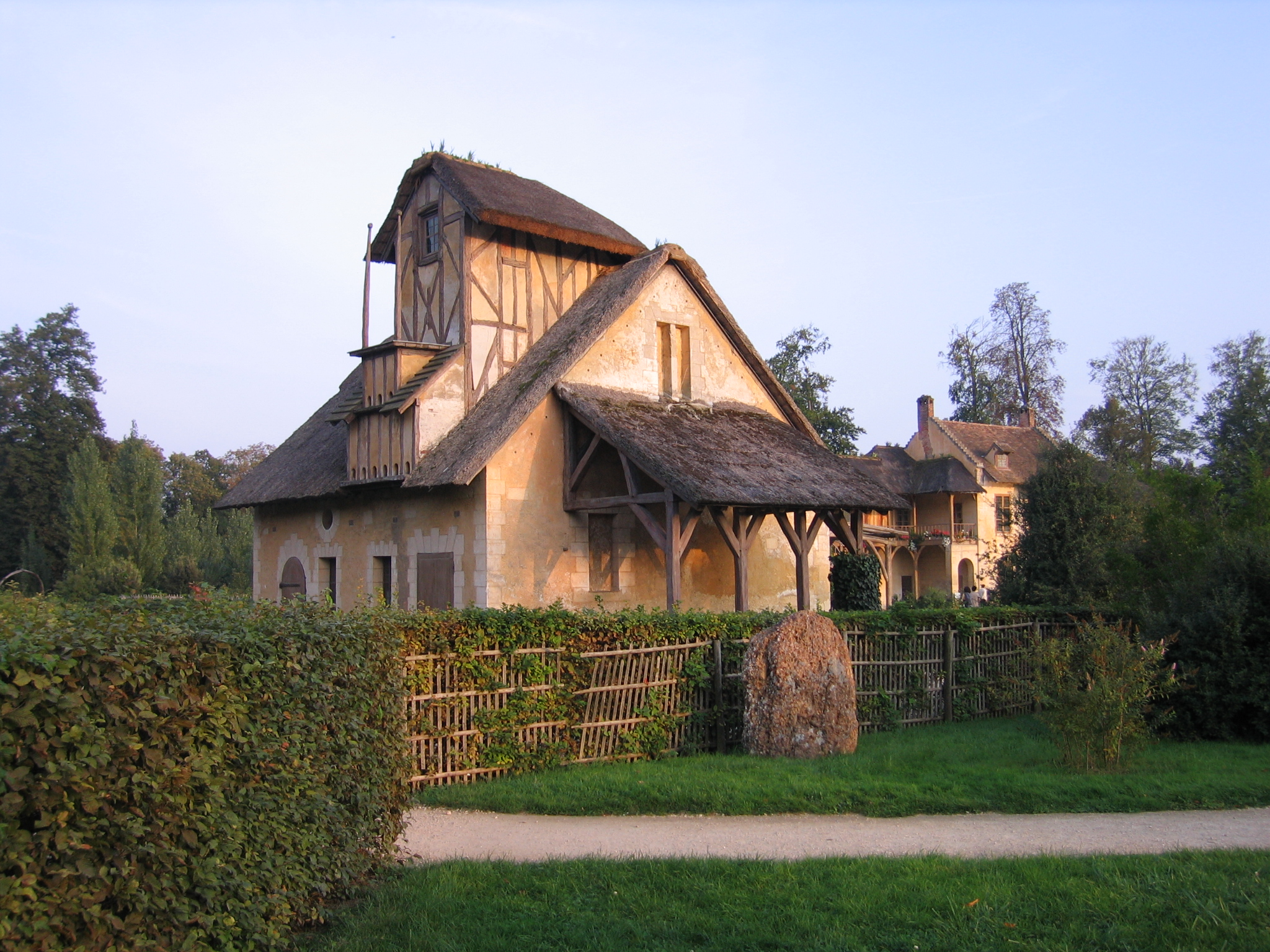
Una de las casas

## Historia de la aldea

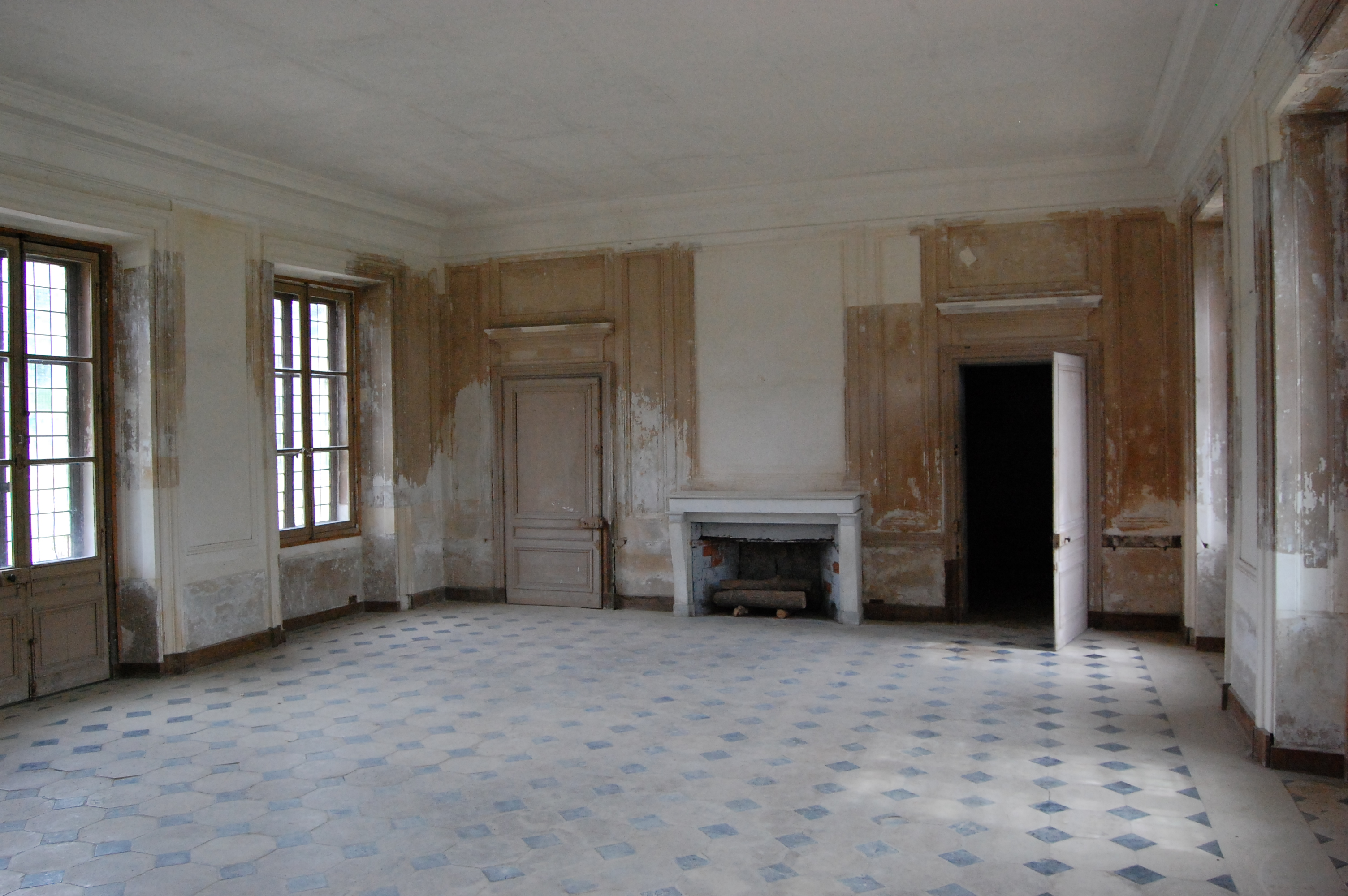
Grand salon de la maison de la Reine. Fotografía tomada en 2011.

En 1774, poco después de ascender al trono, Luis XVI regaló el Pequeño Trianón a María Antonieta. Ese mismo año comenzaron los trabajos para modificar el palacio y el jardín y se terminaron al completar el belvedere del jardín anglochino, en 1782. Estos paisajes de estilo suizo recordaban a María Antonieta al ambiente alpino de su infancia.